# Carmel Bolta Bañuls
Sant Carmel Bolta Bañuls (El Real de Gandia, 1803 - Damasc, 1860) fou un religiós franciscà de l'orde de Frares Menors, màrtir i sant de l'església catòlica.
Forma part dels coneguts com a Màrtirs franciscans de Damasc.

## Biografia
Va nàixer a la població valenciana del Real de Gandia el 29 de maig de 1803. El quart de sis germans, fill de Josep Bolta i Josepa Bañuls. El seu nom de pila era Pasqual.
De ben menut, el seu oncle Fra Isidor Bañuls, germà de la seua mare i procurador general de la Missió Franciscana, va despertar en Pasqual Bolta la vocació monàstica. L'oncle li comptava a la família histories de Terra Santa, on havia estat en alguna ocasió en el seu càrrec de procurador general.
En 1824 va rebre l'hàbit de Sant Francesc en València, moment en què va canviar el seu nom per Fra Carmel. Desprès d'un any de noviciat, al 1825 va començar els estudis per a ser sacerdot. En 1829, als 26 anys d'edat, va ser ordenat sacerdot i va cantar la missa al seu poble natal el dia que se celebraven les primeres comunions. El destinaren al convent de Sant Blai en la localitat de Sogorb.
En 1831 va embarcar juntament amb Fra Isidor Bañuls amb destinació a Palestina. Una vegada allí, Fra Carmel va quedar atret per la llengua i la cultura dels àrabs.
Va ingressar en un convent franciscà de la Custòdia de Terra Santa en Jerusalem.
En 1833 va ser nomenat president de l'hospici franciscà de Jaffa ja que la seua salut no era molt bona i el clima de Jaffa era més suau. No obstant això, al poc temps, com no millorava la salut, va renunciar i va tornar a Jerusalem per a continuar amb la seua labor docent.
A part de les llengües maternes i el llatí, també parlava francès, italià, grec i sobretot àrab. Aquesta última llengua també l'usava per a predicar a Terra Santa. El govern de la regió li va oferir una càtedra d'àrab per a ensenyar la llengua, però Fra Carmel va rebutjar l'oferta per a poder continuar predicant.
Va estar deu anys a Jerusalem, sent superior del convent on estava en dues ocasions.
Posteriorment, en 1843, va ser nomenat superior del convent de Sant Pau en Damasc durant un període de dos anys. En 1845 va ser destinat com a capellà de l'església de Sant Joan a les Muntanyes, en Ein Kàrem, construïda sobre la cova on es creu que va nàixer Joan Baptista.
En 1851 va tornar a Damasc de nou com a superior del convent. També es va fer càrrec de la parròquia de minoria catòlica de Damasc, alhora que exercia de professor d'àrab. En 1858, va deixar el càrrec de superior, encara que continuà amb la seua labor d'ensenyament de l'àrab.

## Martiri
Degut a la guerra civil iniciada en 1860 en la regió entre drusos i maronites, el conflicte es va estendre a la ciutat de Damasc el 9 de juliol de 1860, on milers de residents cristians van ser assassinats per milicians musulmans i drusos.
Entre aquests cristians es trobava Fra Carmel Bolta i altres set frares més, que van ser assassinats en el convent de Damasc en la nit del 9 al 10 de juliol. Fra Carmel va rebre un tir al pit però no va morir. Els atacants li van oferir salvar la vida a canvi de renunciar a la fe cristiana, al que va respondre "Mateu el meu cos si voleu, però la meua ànima està en mans de Déu" i d'un fort colp de maça van posar fi a la seua vida.

## Beatificació
El 17 de desembre de 1885, any que feia el 25 aniversari del martiri, quan era papa Lleó XIII, es va introduir la causa de la seua beatificació. En 1872 va començar la causa, però va haver una aturada del procés.
En 1922 es va crear un nou tribunal a Damasc i finalment, el 10 d'octubre de 1926 el papa Pius XI va beatificar a Fra Carmel Bolta Bañuls, juntament amb els seus set companys franciscans i tres catòlics maronites seglars, coincidint amb les festes del setè centenari de la mort de sant Francesc d'Assís.
La festa litúrgica es celebra el 10 de juliol.

## Canonització
El 23 de maig de 2024 el papa Francesc va autoritzar la canonització de Fra Carmel Bolta i els altres màrtirs de Damasc.
L'1 de juliol de 2024 el papa Francesc va fixar la data de la canonització. El 20 d'octubre de 2024 va tindre lloc la canonització.